# Angelus Silesius
Latinosan Angelus Silesius (született Johannes Scheffler), (Boroszló, 1624. december 25. – Boroszló, 1677. július 9.) német katolikus költő és misztikus teológus, a barokk katolikus líra mestere. Írói nevének jelentése: Sziléziai Angyal.

## Élete
20 évesen, 1644-ben kezdte meg a leideni egyetemen orvosi tanulmányait, később hercegi orvos lett. Korán megismerkedett Jacob Böhme misztikájával és a sziléziai misztikusok gondolataival, majd ezek hatására katolizált. Ezt követően császári udvari orvos, majd minorita/franciskánus szerzetes lett. Néhány éven át élharcosa volt a sziléziai rekatolizációs mozgalomnak és a protestánsok elleni polémiának, élete utolsó évtizedét viszont kolostori visszavonultságban töltötte. 

## Munkássága
Költői műveinek misztikus szemlélete, túláradó dogmátlan spekulativitása Eckhart mester, Johannes Tauler, illetve a spanyol misztikusok hatását mutatja, de nézeteinek panteizmusa Spinoza és Giordano Bruno felfogásához is közelít. Legjelentősebb műve, a rövid időre hangvétele miatt az eretnekség gyanújába is keveredő Cherubinischer Wandersmann egy hittételektől mentes, bensőséges Isten-ember viszony megteremtésének epigrammákban megfogalmazott kísérlete, amelyben a misztikus érzelem és a racionális értelem keresi egymást. Heilige Seelen-Lust című kötete a pietizmusra gyakorolt jelentős hatást, a protestantizmusról írt gúny- és vitairatainak gyűjteménye pedig a korabeli hitvitázó irodalom jelentős alkotójává avatja.

## Művei

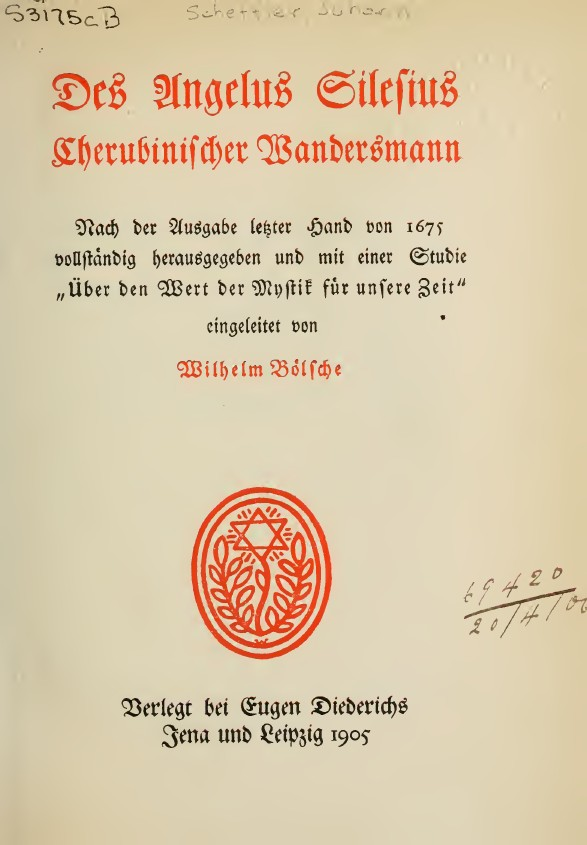
Des Angelus Silesius Cherubinischer Wandersmann (1905)

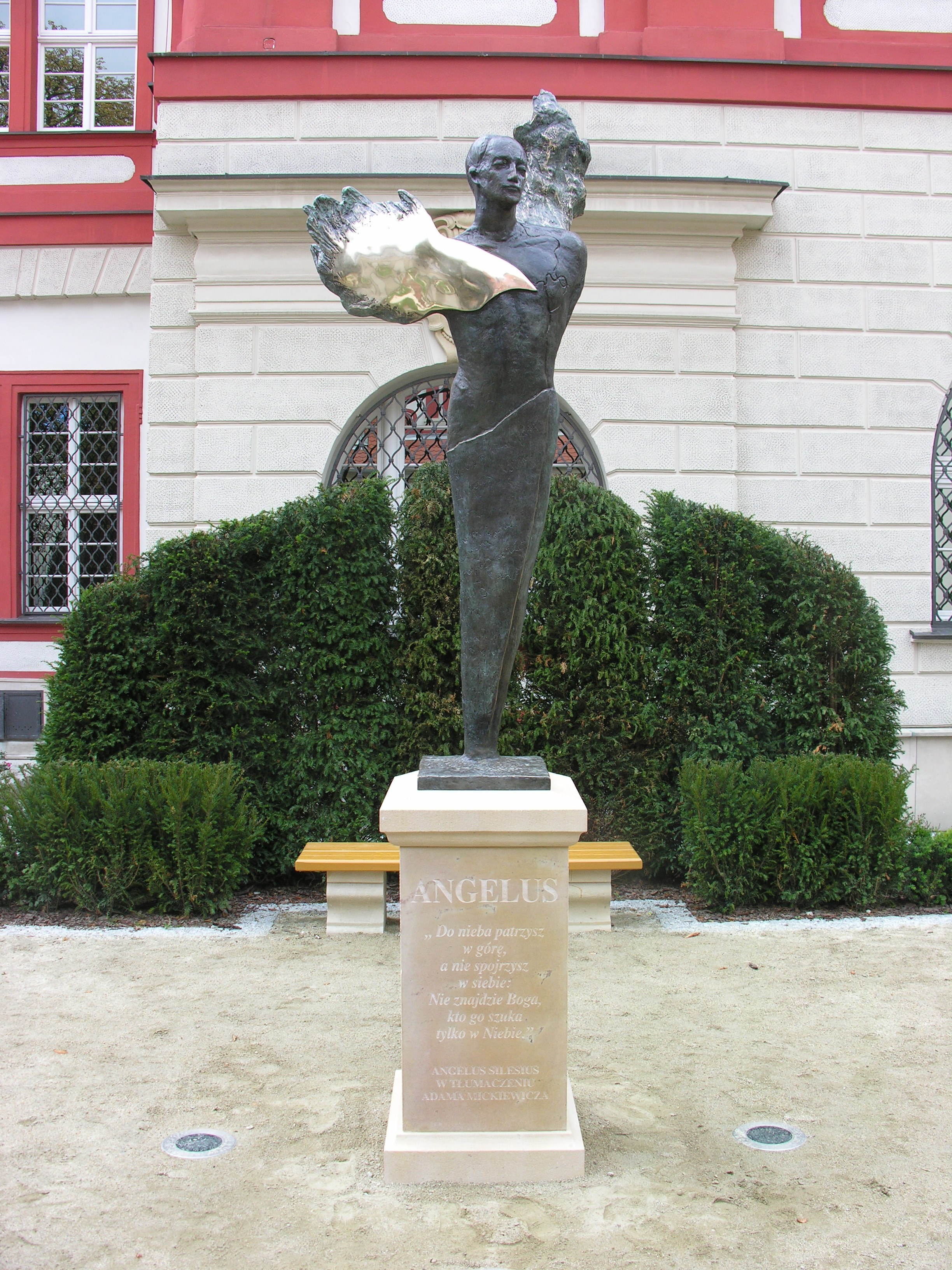
Emlékszobor Wrocławban

Versei először Bécsben jelennek meg 1657-ben, egyházi engedéllyel, a jezsuiták támogatásával. Ezen a címen csak a kiegészített második kiadás 1674-ben, összes költői művei három kötetben 1949-52-ben. 
- Ecclesiologia, Breslau: 1663
- Cherubinischer Wandersmann, Breslau: 1674
- Heilige Seelen-Lust, Breslau: 1676
- Sinnliche Beschreibung der vier letzten Dinge, Breslau: 1675

## Idézet
„Ha Krisztus ezerszer is megszületik Betlehemben, de benned nem, te attól még örökre elveszett maradsz.”

„Ahhoz, hogy az igazi Fényt olyannak lássam, amilyen valójában, saját magamnak kell fénnyé válnom, másképp nem történhet meg.”

## Magyarul
- Kerúbi vándor; vál., ford., utószó Kurdi Imre és Tatár Sándor, szerk. Márton László; Helikon, Bp., 1991 (Helikon stúdió)
- A kerúbi vándor; vál., ford. Kulcsár F. Imre, utószó Hankovszky Béla Jácint; Kairosz, Szentendre, 1999
- Kerubi vándor. Szellemi gondolat- és végrímek; ford. Padányi Gulyás Gábor; Kairosz, Bp., 2002